# MANSAM
MANSAM o Mujeres de grupos cívicos y políticos sudaneses (también: Mujeres, grupos políticos y civiles de Sudán  ) es una alianza activa de ocho grupos políticos de mujeres, 18 organizaciones de la sociedad civil, dos grupos juveniles y personas a nivel individual en Sudán en la revolución sudanesa de 2018-2019 .

## Revolución sudanesa
MANSAM fue uno de los grupos firmantes de la declaración del 1 de enero de 2019 que creó las Fuerzas de Libertad y Cambio (FFC), la principal alianza amplia de organizaciones, redes y partidos políticos que desempeñaron un papel de coordinación dominante en la Revolución Sudanesa a partir de diciembre de 2018.
El 2 de julio de 2019, durante las negociaciones entre el Consejo Militar de Transición (TMC) y el FFC en nombre de grupos civiles, MANSAM denunció que las mujeres habían sido excluidas de las negociaciones, a pesar del papel prominente de las mujeres en las protestas y de que MANSAM era miembro del FFC. Según la activista Alaa Salah, en su intervención como miembro de MANSAM en la 8649ª reunión del Consejo de Seguridad de las Naciones Unidas (CSNU), el 29 de octubre de 2019,  después de "mucha presión por parte de los grupos de mujeres", una mujer participó en las negociaciones.
El 16 de agosto de 2019, MANSAM se opuso a la "pobre representación de las mujeres" en el listado de miembros propuestos para el Consejo de Soberanía y el gabinete de ministros de transición, y pidió "un mínimo del 50% de mujeres en puestos de liderazgo en el gobierno". MANSAM denunció que había proporcionado a la FFC "nombres de mujeres destacados, en colaboración con las asociaciones profesionales relevantes para encontrarnos finalmente con una lista que no incluye ninguna de nuestras nominaciones, sin más discusión o consulta". MANSAM llamó a las organizaciones de mujeres, mujeres políticas y aliadas a "alzar la voz" para apoyar la representación equitativa de las mujeres.